# Línea 289 (Interurbanos Madrid)
La línea 289 de la red de autobuses interurbanos de Madrid une el área intermodal de Ciudad Lineal con el Hospital del Henares (Coslada).

## Características
Esta línea une la capital con Coslada y su hospital de referencia, en un trayecto de aproximadamente 55 minutos de duración.
Siguiendo la numeración de líneas del CRTM, las líneas que circulan por el corredor 2 son aquellas que dan servicio a los municipios situados en torno a la A-2 y comienzan con un 2. Aquellas numeradas dentro de la decena 280 corresponden a aquellas que circulan por Coslada.
La línea no mantiene los mismos horarios todo el año, desde el 1 al 31 de agosto se reducen el número de expediciones, además de los días excepcionales vísperas de festivo y festivos de Navidad en los que los horarios también cambian y se reducen.
Está operada por la empresa Avanza Movilidad Integral mediante la concesión administrativa VCM-201 - Madrid – Loeches – Arganda del Rey (Viajeros Comunidad de Madrid) del Consorcio Regional de Transportes de Madrid.

## Horarios

### 1 septiembre - 31 julio
| Lunes a viernes laborables | Lunes a viernes laborables | Sábados laborables, domingos y festivos | Sábados laborables, domingos y festivos |
| Madrid > Coslada           | Coslada > Madrid           | Madrid > Coslada                        | Coslada > Madrid                        |
| 06:30                      | 05:50                      | 07:48                                   | 07:00                                   |
| 07:05                      | 06:24                      | 09:24                                   | 08:36                                   |
| 07:41                      | 06:58                      | 10:12                                   | 09:24                                   |
| 08:12                      | 07:21                      | 11:00                                   | 10:12                                   |
| 08:44                      | 07:56                      | 11:48                                   | 11:00                                   |
| 09:19                      | 08:32                      | 12:36                                   | 11:48                                   |
| 09:53                      | 09:03                      | 13:24                                   | 12:36                                   |
| 10:26                      | 09:35                      | 14:12                                   | 13:24                                   |
| 11:01                      | 10:10                      | 15:48                                   | 15:00                                   |
| 11:35                      | 10:44                      | 16:36                                   | 15:48                                   |
| 12:08                      | 11:17                      | 17:24                                   | 16:36                                   |
| 12:43                      | 11:52                      | 18:12                                   | 17:24                                   |
| 13:17                      | 12:26                      | 19:00                                   | 18:12                                   |
| 13:50                      | 12:59                      | 20:36                                   | 19:48                                   |
| 14:25                      | 13:34                      | 22:12                                   | 21:24                                   |
| 14:59                      | 14:08                      |                                         |                                         |
| 15:32                      | 14:41                      |                                         |                                         |
| 16:07                      | 15:16                      |                                         |                                         |
| 16:41                      | 15:50                      |                                         |                                         |
| 17:14                      | 16:23                      |                                         |                                         |
| 17:49                      | 16:58                      |                                         |                                         |
| 18:23                      | 17:32                      |                                         |                                         |
| 18:56                      | 18:05                      |                                         |                                         |
| 19:31                      | 18:40                      |                                         |                                         |
| 20:05                      | 19:14                      |                                         |                                         |
| 20:38                      | 19:47                      |                                         |                                         |
| 21:13                      | 20:22                      |                                         |                                         |
| 21:47                      | 20:56                      |                                         |                                         |
| 22:20                      | 21:29                      |                                         |                                         |
| 22:55                      | 22:04                      |                                         |                                         |

### 1 - 31 agosto
| Lunes a viernes laborables | Lunes a viernes laborables | Sábados laborables, domingos y festivos | Sábados laborables, domingos y festivos |
| Madrid > Coslada           | Coslada > Madrid           | Madrid > Coslada                        | Coslada > Madrid                        |
| 06:30                      | 05:50                      | 08:45                                   | 08:00                                   |
| 08:00                      | 07:15                      | 10:15                                   | 09:30                                   |
| 09:30                      | 08:45                      | 11:45                                   | 11:00                                   |
| 11:00                      | 10:15                      | 13:15                                   | 12:30                                   |
| 12:30                      | 11:45                      | 17:45                                   | 17:00                                   |
| 14:00                      | 13:15                      | 19:15                                   | 18:30                                   |
| 15:30                      | 14:45                      |                                         |                                         |
| 17:00                      | 16:15                      |                                         |                                         |
| 18:40                      | 17:50                      |                                         |                                         |
| 20:20                      | 19:30                      |                                         |                                         |
| 21:50                      | 21:05                      |                                         |                                         |

## Recorrido y paradas

### Sentido Coslada
| Código | Parada                                            | Común con          | Conexiones con Metro y Cercanías | Municipio | Zona |
| ------ | ------------------------------------------------- | ------------------ | -------------------------------- | --------- | ---- |
| 7077   | Hnos. Gª Noblejas - Ciudad Lineal                 | 286 288            | Ciudad Lineal                    | Madrid    |      |
| 242    | Ascao-Julián Camarillo                            | 4 38 48 70 286 288 |                                  | Madrid    |      |
| 978    | Metro García Noblejas                             | 28 286 288         | García Noblejas                  | Madrid    |      |
| 980    | Emilio Muñoz-Santa Leonor                         | 28 286 288         |                                  | Madrid    |      |
| 982    | Emilio Muñoz-Alfonso Gómez                        | 28 286 288         |                                  | Madrid    |      |
| 984    | Emilio Muñoz-Miguel Yuste                         | 28 286 288         |                                  | Madrid    |      |
| 3016   | Av. Arcentales - San Romualdo                     | 153 286 288        |                                  | Madrid    |      |
| 3018   | Arcentales - Avenida de Canillejas                | 153 286 288        |                                  | Madrid    |      |
| 4783   | Arcentales-Avenida de Canillejas                  | 38 140 167 286 288 |                                  | Madrid    |      |
| 4784   | Junta Municipal San Blas-Canillejas               | 38 140 167 286 288 |                                  | Madrid    |      |
| 17388  | Carretera San Blas a Coslada frente Metropolitano | 167 286 288        | Estadio Metropolitano            | Madrid    |      |
| 17631  | Virgen de la Cabeza - Gta. Primero de Mayo        |                    |                                  | Coslada   |      |
| 17628  | Virgen de la Cabeza - Parque Norte Plantío        |                    |                                  | Coslada   |      |
| 12328  | Av. Plantío - Recinto ferial                      | 2                  |                                  | Coslada   |      |
| 12326  | Gta. Rosa de los Vientos - Av. Constitución       | 286 290 822 2      |                                  | Coslada   |      |
| 17621  | Pza. Doctor Marañón - Doctor Gª Ortiz             | 290                |                                  | Coslada   |      |
| 07110  | Doctor Fleming - Coslada Central                  | 290 SE7 2          | Coslada Central                  | Coslada   |      |
| 07112  | Velázquez - Centro de mayores                     | 287 290 2          |                                  | Coslada   |      |
| 09986  | Av. Esparragal - Gabriel Celaya                   | 290 2              |                                  | Coslada   |      |
| 09984  | Av. Sahara Occidental - José S. Martín            | 290 2              |                                  | Coslada   |      |
| 07175  | Av. Sahara Occidental - Ignacio Ellacuría         | 290 2              |                                  | Coslada   |      |
| 11759  | Moscú - París                                     |                    |                                  | Coslada   |      |
| 11757  | Moscú - Polideportivo                             |                    |                                  | Coslada   |      |
| 07125  | Av. Berlín - Florencia                            | 286                |                                  | Coslada   |      |
| 12408  | Av. Berlín - Centro Comercial                     |                    |                                  | Coslada   |      |
| 07126  | Av. Berlín - Aula Compensación Educativa          | 287                |                                  | Coslada   |      |
| 17452  | Av. Isabel Torres - Romero                        | 280                | San Fernando                     | Coslada   |      |
| 19414  | Av. José Hierro - Urgencias                       | 280 1              |                                  | Coslada   |      |
| 18528  | Av. Marie Curie - Hospital del Henares            | 280 SE7 1 SE72     | Hospital del Henares             | Coslada   |      |

### Sentido Madrid
| Código | Parada                                      | Común con          | Conexiones con Metro y Cercanías | Municipio | Zona |
| ------ | ------------------------------------------- | ------------------ | -------------------------------- | --------- | ---- |
| 18528  | Av. Marie Curie - Hospital del Henares      | 280 SE7 1 SE72     | Hospital del Henares             | Coslada   |      |
| 12405  | Av. Vicálvaro - Guadalquivir                | 280                | San Fernando                     | Coslada   |      |
| 07158  | Av. Berlín - Aula Compensación Educativa    | 287                |                                  | Coslada   |      |
| 12407  | Av. Berlín - Centro Comercial               |                    |                                  | Coslada   |      |
| 07096  | Av. Berlín - Florencia                      |                    |                                  | Coslada   |      |
| 12406  | Moscú - Polideportivo                       |                    |                                  | Coslada   |      |
| 11758  | Moscú - Oslo                                |                    |                                  | Coslada   |      |
| 09982  | Av. Sahara Occidental - Ignacio Ellacuría   | 290 2              |                                  | Coslada   |      |
| 09985  | Av. Sahara Occidental - José S. Martín      | 290 2              |                                  | Coslada   |      |
| 09987  | Av. Esparragal - Gabriel Celaya             | 290 2              |                                  | Coslada   |      |
| 07168  | Velázquez - Centro de mayores               | 290 2              |                                  | Coslada   |      |
| 07172  | Doctor Fleming - Coslada Central            | 290 SE7 2          | Coslada Central                  | Coslada   |      |
| 17620  | Pza. Doctor Marañón - Av. Constitución      | 290                |                                  | Coslada   |      |
| 12327  | Gta. Rosa de los Vientos - Av. Constitución | 286 290 822 2      |                                  | Coslada   |      |
| 12329  | Av. Plantío - Recinto ferial                | 2                  |                                  | Coslada   |      |
| 17626  | Virgen de la Cabeza - Parque Norte Plantío  |                    |                                  | Coslada   |      |
| 07175  | Virgen de la Cabeza - Hernán Cortés         | 286 290 2          |                                  | Coslada   |      |
| 50009  | Av. Arcentales-Estadio Metropolitano        | 167 286 288        | Estadio Metropolitano            | Madrid    |      |
| 7192   | Avenida Arcentales-Plaza Grecia             | 167 286 288        |                                  | Madrid    |      |
| 11760  | Avenida Arcentales-Iliada                   | 167 286 288        |                                  | Madrid    |      |
| 3019   | Av. Arcentales - Albadalejo                 | 153 286 288        |                                  | Madrid    |      |
| 3017   | Av. Arcentales - San Romualdo               | 153 286 288        |                                  | Madrid    |      |
| 985    | Emilio Muñoz-Miguel Yuste                   | 28 286 288         |                                  | Madrid    |      |
| 983    | Emilio Muñoz-Alfonso Gómez                  | 28 286 288         |                                  | Madrid    |      |
| 981    | Emilio Muñoz-Santa Leonor                   | 28 286 288         |                                  | Madrid    |      |
| 979    | Metro García Noblejas                       | 28 286 288         | García Noblejas                  | Madrid    |      |
| 243    | Ascao-Julián Camarillo                      | 4 38 48 70 286 288 |                                  | Madrid    |      |
| 7077   | Hnos. Gª Noblejas - Ciudad Lineal           | 286 288            | Ciudad Lineal                    | Madrid    |      |

## Galería de imágenes

Mapa de la distribución de dársenas del intercambiador de Ciudad Lineal con la distribución de cabeceras de las líneas de autobuses, entre las que aparece la línea 289.